# 加斯東·德熱爾拉什山
71°44′S 35°49′E / 71.733°S 35.817°E
加斯東·德熱爾拉什山（Mount Gaston de Gerlache）是南極洲的山峰，位於東部南極洲的毛德皇后地，海拔高度2,400米，屬於法比奧拉王后山脈的一部分，該山峰在1957至1958年間由比利時探險隊發現，現時受南極條約體系管理。